# Marco Carraretto
Marco Carraretto (Treviso, 27 ottobre 1977) è un ex cestista e dirigente sportivo italiano.
Dall'estate del 2017 fino a luglio 2024 è stato general manager della Fortitudo Bologna.
Il 26 luglio 2024, viene annunciato come nuovo Club Manager della Pallacanestro Forlì.
Nel suo palmarès figurano 6 scudetti: tra i cestisti campioni d'Italia hanno fatto meglio solo Meneghin, Gamba, Pagani, Pieri e Riminucci.

## Carriera

### Nei club
Cresciuto nelle giovanili della Benetton Treviso esordisce in Serie A durante la stagione 1996-1997, e fa quindi parte della squadra che vince lo scudetto. Successivamente passa ai Bears Mestre che militano in Serie B dove sfiora la Serie A2 nel 1999 per poi passare alla Snaidero Udine dove milita due stagioni. Viene successivamente ceduto alla Muller Verona (stagione 2001-02) e alla Lauretana Biella con la quale disputerà due stagioni altalenanti.
Nel 2004 decide di trasferirsi in Spagna, per poi di giungere nel 2006 a Siena prima alla corte di Simone Pianigiani e successivamente di Luca Banchi (promosso da vice a capo allenatore), con i quali vince gli scudetti delle stagioni 2006-07, 2007-08, 2008-09, 2009-10, 2010-11 e quattro  supercoppe italiane oltre a cinque Coppe Italia. Nonostante il suo basso minutaggio, è un giocatore importante per Siena e a volte può risultare decisivo. Infatti fu una sua tripla sulla sirena a regalare il terzo over time di gara 3 della semifinale scudetto 2006/2007 contro la Virtus Roma. La vittoria della partita permise a Siena di salire 2 a 1 e di vincere in gara 4 la serie, prima di sconfiggere la Virtus Bologna in finale vincendo il suo secondo scudetto. Continua poi a militare con i senesi, e con la squadra biancoverde vince anche gli scudetti 2008, 2009, 2010, 2011.
Nella stagione 2012-13, con l'addio di Stonerook, diventa il nuovo capitano della Mens Sana. Lascia la squadra al termine del campionato, trasferendosi alla Scaligera Basket Verona. Per la stagione 2014-2015 passa alla Fulgor Libertas Forlì sempre in A2Gold. La società tuttavia mostra gravi problemi societari ed economici che la porteranno ad essere definitivamente esclusa dalla FIP. Carraretto lascia la squadra nel dicembre 2014. Il 23 gennaio firma per la Fortitudo Bologna in serie B, e pochi mesi dopo conquista la promozione in serie A2.
Nella stagione 2014-15 gioca con Forlì.
Il 10 luglio 2017, annuncia il ritiro dai campi da basket.
Dalla stagione 2017-18 diventa general manager della Fortitudo Bologna.
Nella stagione 2018-19 da GM della Fortitudo insieme al coach Antimo Martino, assemblano una squadra che si rivelerà estremamente vincente. La Fortitudo inizierà la stagione vincendo subito la Supercoppa LNP, e otto mesi dopo vincerà il Campionato Italiano Dilettanti, riportando la stessa Fortitudo in serie A dopo dieci anni.
Dopo 7 anni da dirigente della Fortitudo Bologna, il 26 luglio 2024, viene annunciato come nuovo Club Manager della Pallacanestro Forlì.

### In Nazionale
Ad agosto 2011 viene scelto dal coach Simone Pianigiani nella rosa che prenderà parte alla fase finale degli Europei in Lituania. Dopo la sfortunata gara persa contro la Francia annuncia il ritiro dalla maglia azzurra.

## Palmarès

### Club
- Campionato italiano: 6

Pallacanestro Treviso: 1996-1997
Mens Sana Siena: 2006-2007, 2007-2008, 2008-2009, 2009-2010, 2010-2011
- Campionato italiano: 2 (revocato)

Mens Sana Siena: 2011-2012, 2012-2013
- Coppa Italia: 3

Mens Sana Siena: 2009, 2010, 2011
- Coppa Italia: 2 (revocato)

Mens Sana Siena: 2012, 2013
- Supercoppa italiana: 5

Mens Sana Siena: 2007, 2008, 2009, 2010, 2011
Da Dirigente
- Supercoppa LNP: 1

Fortitudo Bologna: 2018-2019
- Campionato Italiano Dilettanti: 1

Fortitudo Bologna: 2018-2019

### Nazionale
- Giochi del Mediterraneo:

 Almería 2005